# 加南駅 (京畿道)
加南駅（カナムえき）は、大韓民国京畿道驪州市にある韓国鉄道公社（KORAIL）の鉄道駅である。

## 駅構造

### のりば
| 1 | 中部内陸線 | KTX-イウム | 夫鉢方面 |
| 2 | 中部内陸線 | KTX-イウム | 忠州方面 |

## 路線
- 韓国鉄道公社
  - 中部内陸線

## 歴史
- 2021年12月31日 - 開業。

## 隣の駅
韓国鉄道公社
中部内陸線
夫鉢駅 - （牙美信号場） - 加南駅 - 甘谷長湖院駅